# Chignik Lagoon
Chignik Lagoon és una concentració de població designada pel cens dels Estats Units a l'estat d'Alaska. Segons el cens del 2000 tenia 103 habitants.

## Demografia
Segons el cens del 2000, Chignik Lagoon tenia 103 habitants, 33 habitatges, i 22 famílies La densitat de població era de 3 habitants/km².
Dels 33 habitatges en un 48,5% hi vivien nens de menys de 18 anys, en un 60,6% hi vivien parelles casades, en un 0% dones solteres, i en un 33,3% no eren unitats familiars. En el 24,2% dels habitatges hi vivien persones soles el 3% de les quals corresponia a persones de 65 anys o més que vivien soles. El nombre mitjà de persones vivint en cada habitatge era de 3,12 i el nombre mitjà de persones que vivien en cada família era de 3,95.
Per edats la població es repartia de la següent manera: un 31,1% tenia menys de 18 anys, un 16,5% entre 18 i 24, un 27,2% entre 25 i 44, un 18,4% de 45 a 60 i un 6,8% 65 anys o més.
L'edat mediana era de 26 anys. Per cada 100 dones hi havia 134,1 homes. Per cada 100 dones de 18 o més anys hi havia 184 homes.
La renda mediana per habitatge era de 92.297 $ i la renda mediana per família de 99.054 $. Els homes tenien una renda mediana de 33.750 $ mentre que les dones 38.750 $. La renda per capita de la població era de 28.941 $. Cap de les famílies i l'1,8% de la població estaven per davall del llindar de pobresa.

## Poblacions més properes
El següent diagrama mostra les poblacions més properes.